# Adesmia renjifoana
Adesmia renjifoana là một loài thực vật có hoa trong họ Đậu. Loài này được (Reiche) Ulibarri miêu tả khoa học đầu tiên.